# 喬傑立
喬傑立娯楽（きょうけつりつ-ごらく、通称：J☆STAR ジェイ☆スター）2000年12月に現在の社長、孫徳栄が創設した、台湾を代表する芸能事務所。
創設以来数々の人気アイドルユニットを生み出し、所属の芸能人が出演するドラマや歌が常にヒットしていることから、台湾のジャニーズとも言われる。孫徳栄自身、日本のアイドルSMAPを崇拝しており、ジャニーズ事務所の経営方針を参考にしている。
台湾の主要都市にはJ☆STAR公式グッズ店を出店し、出版関連では雑誌J☆STARを毎月出版している。近年は事務所を代表するユニット、5566及び183clubが香港、中国、シンガポールをはじめ、東南アジアに進出し、人気を定着させた。現在、アジアのエンターテーメントを語る上で、欠かせない存在になっている。

## 所属ユニット
- 5566（ウーウーリウリウ）
- 183CLUB（イーパーサンクラブ）
- 7Flowers（七朵花、セブンフラワーズ）（女性ユニット）
- Typhoon（台風、タイフーン） 
  - TORO（トロ）
  - 小村（シャンソン、又はリトルビレッジ）
  - 達倫（ダレン）
- K one（ケーワン）
  - 達倫（ダレン）
  - KIDO(キドー）
  - 立揚（リーヤン）
  - JR（ジェイアール）
  - GINO（ジノ）
- 太極（タイチー）
  - 太融
  - 太毅
  - 太凱
- LALA（ララ）
  - 柯家恩
  - 呉懷恩
  - 安東尼（アントニー）
  - 陳冠瑋
- VJ 
  - Victor
  - James

### 喬傑立ファミリー
- 林可唯
- 王心凌（シンディー・ワン）
- 宋智愛
- 方子萱
- 朱木炎